# Hammarby IF (football)
Pour les autres sections du club omnisports, voir Hammarby IF.
Maillots
Actualités
Dernière mise à jour : 12 novembre 2023.
Le Hammarby IF  est un club suédois de football basé à Stockholm. Il évolue en Allsvenskan (première division suédoise). Le club, créé en 1889, a gagné un championnat. Depuis 2013 il partage son stade, le Tele2 Arena, avec un autre club de Stockholm, Djurgårdens IF.

## Historique
- 1889 : fondation du club sous le nom de Hammarby Roddförening (association d'aviron)
- 1897 : change le nom en Hammarby Idrottsförening (association sportive)
- 1918 : absorption du Johanneshovs IF
- 1983 : 1re participation à une Coupe d'Europe (C2, saison 1983/84)

## Bilan sportif

### Palmarès
- Championnat de Suède (Allsvenskan)
  - Champion : 2001
  - Vice-champion : 1982 et 2003

- Championnat de Suède de D2 (Superettan)
  - Champion : 2014

- Division 1 Norra (équivalent d'une Division 2)
  - Champion : 1989, 1993, 1997
  - Vice-champion : 1996

- Division 1 Östra (équivalent d'une Division 2)
  - Champion : 1991

- Coupe de Suède
  - Vainqueur : 2021
  - Finaliste : 1977, 1983, 2010 et 2022

- Svenska Mästerskapet
  - Finaliste : 1922

### Bilan européen
Légende
- Victoire ou qualification pour le tour suivant
- Match nul
- Défaite ou élimination de la compétition

Note : dans les résultats ci-dessous, le score du club est toujours donné en premier
| Saison    | Compétition             | Tour                | Club               | Domicile | Extérieur | Total             |
| --------- | ----------------------- | ------------------- | ------------------ | -------- | --------- | ----------------- |
| 1983-1984 | Coupe des coupes        | Seizièmes de finale | 17 Nëntori Tirana  | 4 - 0    | 1 - 2     | 5 - 2             |
| 1983-1984 | Coupe des coupes        | Huitièmes de finale | Haka Valkeakoski   | 1 - 1    | 1 - 2     | 2 - 3             |
| 1985-1986 | Coupe UEFA              | 32es de finale      | Pirin Blagoevgrad  | 3 - 1    | 4 - 0     | 7 - 1             |
| 1985-1986 | Coupe UEFA              | Seizièmes de finale | Saint Mirren FC    | 3 - 3    | 2 - 1     | 5 - 4             |
| 1985-1986 | Coupe UEFA              | Huitièmes de finale | FC Cologne         | 2 - 1    | 1 - 3     | 3 - 4             |
| 1999      | Coupe Intertoto         | Deuxième tour       | FK Homiel          | 4 - 0    | 2 - 2     | 6 - 2             |
| 1999      | Coupe Intertoto         | Troisième tour      | SC Heerenveen      | 0 - 2    | 0 - 2     | 0 - 4             |
| 2002-2003 | Ligue des champions     | Deuxième tour Q     | Partizan Belgrade  | 0 - 1    | 1 - 2     | 1 - 3             |
| 2004-2005 | Coupe UEFA              | Deuxième tour Q     | ÍA Akranes         | 2 - 0    | 2 - 1     | 4 - 1             |
| 2004-2005 | Coupe UEFA              | Premier tour        | Villarreal CF      | 1 - 2    | 0 - 3     | 1 - 5             |
| 2007      | Coupe Intertoto         | Premier tour        | KÍ Klaksvík        | 1 - 0    | 2 - 1     | 3 - 1             |
| 2007      | Coupe Intertoto         | Deuxième tour       | Cork City          | 1 - 0    | 1 - 1     | 2 - 1             |
| 2007      | Coupe Intertoto         | Troisième tour      | FC Utrecht         | 0 - 0    | 1 - 1     | 1E - 1            |
| 2007-2008 | Coupe UEFA              | Deuxième tour Q     | Fredrikstad FK     | 2 - 1    | 1 - 1     | 3 - 2             |
| 2007-2008 | Coupe UEFA              | Premier tour        | Sporting Braga     | 2 - 1    | 0 - 4     | 2 - 5             |
| 2020-2021 | Ligue Europa            | Premier tour Q      | Puskás Akadémia    | 3 - 0    | N/A       | 3 - 0             |
| 2020-2021 | Ligue Europa            | Deuxième tour Q     | Lech Poznań        | 0 - 3    | N/A       | 0 - 3             |
| 2021-2022 | Ligue Europa Conférence | Deuxième tour Q     | NK Maribor         | 3 - 1    | 1 - 0     | 4 - 1             |
| 2021-2022 | Ligue Europa Conférence | Troisième tour Q    | FK Čukarički       | 5 - 1    | 1 - 3     | 6 - 4             |
| 2021-2022 | Ligue Europa Conférence | Barrages Q          | FC Bâle            | 3 - 1 ap | 1 - 3     | 4 - 4 (3 - 4 tab) |
| 2023-2024 | Ligue Europa Conférence | Deuxième tour Q     | FC Twente          | 1 - 1 ap | 0 - 1     | 1 - 2             |
| 2025-2026 | Ligue Conférence        | Deuxième tour Q     | Sporting Charleroi | 0 - 0    | 2 - 1     | 2 - 1             |
| 2025-2026 | Ligue Conférence        | Troisième tour Q    | Rosenborg BK       | 0 - 1    | 0 - 0     | 0 - 1             |

## Personnalités du club

### Anciens joueurs
- Kennedy Bakircioglü
- Sven Bergqvist
- Lasse Eriksson
- Ronnie Hellström
- Billy Ohlsson
- Dan Sahlin
- Karl Lennart « Nacka » Skoglund
- Tom Turesson
- Matte Werner
- Richard Kingson